# Syllepte cathanalis
Syllepte cathanalis là một loài bướm đêm trong họ Crambidae.